# Don Karlos (Schiller)
Don Karlos, Infant von Spanien (zeitgenössisch auch Dom Karlos) ist ein Drama von Friedrich Schiller. Das im Paratext als „dramatisches Gedicht“ gekennzeichnete Stück besteht aus fünf Akten. Schiller verfasste das Drama in den Jahren von 1783 bis 1787; es wurde am 29. August 1787 in Hamburg uraufgeführt. Es behandelt vordergründig politisch-gesellschaftliche Konflikte – so die Anfänge des Achtzigjährigen Krieges, in dem die niederländischen Provinzen ihre Unabhängigkeit von Spanien erkämpften – und familiär-soziale Intrigen am Hofe von König Philipp II. (1556–1598).
Neben dem Titel der Nationalausgabe, „Don Karlos“, wird das Drama auch noch oft als Don Carlos zitiert und behandelt.

## Handlung
Der spanische Kronprinz Don Karlos trifft in der Sommerresidenz Aranjuez seinen Jugendfreund Marquis von Posa wieder, der lange Zeit auf Reisen war und soeben aus Brüssel zurückkommt, wo er mittlerweile Abgeordneter der niederländischen Provinzen geworden ist. Er will Karlos davon überzeugen, sich als Statthalter in die unruhige Provinz Flandern schicken zu lassen, um dort den protestantischen Niederländern, die gegen die katholische spanische Besatzungsmacht aufbegehren, größere Freiheiten einzuräumen und den Konflikt so friedlich beizulegen.
Karlos jedoch will von seinen politischen Jugendträumen nichts mehr wissen und erzählt seinem Freund verzweifelt, dass er noch immer Elisabeth von Valois liebe, seine ehemalige Verlobte, die aber inzwischen die Frau seines Vaters, König Philipps, und damit Karlos’ Stiefmutter geworden sei. Verzweifelt erklärt Karlos Posa, dass es ihm die strenge Etikette des Hofes einerseits und die misstrauische Eifersucht des Königs andererseits bisher nicht erlaubt hätten, die Königin unter vier Augen zu sprechen. Posa, schon seit seinen Pariser Zeiten ebenfalls mit Elisabeth befreundet, arrangiert daraufhin ein Treffen zwischen Karlos und der Königin, in dessen Verlauf Karlos seiner Stiefmutter seine Leidenschaft gesteht. Elisabeth jedoch ist entsetzt über Karlos’ ungestümes Werben, gesteht, dass sie Philipp als Menschen kennen und ehren gelernt hat, und betont ihr Pflicht- und Verantwortungsgefühl für das spanische Volk. Sie schlägt Karlos’ Avancen entschieden aus und fordert ihn auf, sich nicht länger der Liebe zu ihr, sondern stattdessen der Liebe zum Vaterland zu widmen.
Zurück in Madrid bittet Karlos, ganz im Sinne Posas, den König um die Statthalterschaft in Flandern, obwohl er dazu über seinen Schatten springen und seine Aversionen gegen den herrischen, ungeliebten Vater überwinden muss. König Philipp aber vertraut dem Infanten nicht und lehnt dessen Versöhnungsangebot ab. Er hält ihn für zu unbesonnen, weich, ja feige, und zieht für den Posten den erfahreneren Herzog von Alba vor.
Karlos erhält einen Liebesbrief von Prinzessin Eboli, glaubt jedoch irrtümlich, die Königin sei die Verfasserin. Überglücklich folgt er daher der darin enthaltenen Aufforderung, sich in ein entlegenes Kabinett des Schlosses zu begeben, findet dort jedoch nur die Eboli vor, die ihm in völliger Verkennung der wahren Lage ihre Liebe gesteht. Karlos erfährt aus einem Brief Philipps an Eboli, dass sie zur Mätresse des Königs gemacht und deswegen gezwungen werden soll, den Grafen von Silva zu heiraten. Karlos ist von ihrer Geschichte ergriffen, kann ihr jedoch nur seine Freundschaft, nicht seine Liebe anbieten, denn, so gesteht Karlos der Prinzessin nun seinerseits, er liebe eine andere. Er nimmt das kompromittierende Schreiben an sich, in der Absicht, es später der Königin zu bringen. Jetzt erst beginnt Prinzessin Eboli zu ahnen, wer sich hinter jener anderen Liebe verbirgt. Aus Eifersucht und wegen ihrer Zurückweisung durch den Prinzen beschließt sie, Rache an Karlos und der Königin zu nehmen.
Herzog Alba und Pater Domingo haben sich unterdessen gegen Karlos verbündet. Sie überzeugen die Eboli, Karlos’ Liebe zur Königin an deren Gemahl zu verraten, und fordern sie auf, der Königin belastende Schriftstücke zu stehlen. Karlos berichtet Posa von seinem Missgeschick gegenüber der Eboli und von der Untreue des Königs. Posa hält den Prinzen davon ab, den Brief des Königs an Eboli der Königin zu zeigen, und gemahnt ihn an seine einstigen Ideale und politischen Ziele.
Nachdem Alba dem König das Treffen zwischen Königin und Karlos enthüllt und Domingo ihm von einer Beichte der Prinzessin Eboli sowie von Gerüchten berichtet hat, dass die kleine Tochter Elisabeths nicht das Kind des Königs sei, fühlt sich der ohnehin misstrauische Philipp von seiner Frau betrogen und beschließt, Frau und Sohn töten zu lassen. Nur von feigen Hofschranzen umgeben, sehnt er sich nach einem aufrichtigen Freund und kommt auf den Gedanken, den als unerschrocken und welterfahren geltenden Marquis von Posa vorzuladen und in seine Dienste aufzunehmen. Posa weist die Bitte des Königs zunächst zurück. Er hält ein flammendes Plädoyer für die Menschlichkeit und appelliert an Philipp, das Gefängnis Spanien in einen Hort der Freiheit zu verwandeln. Der König ist von Posas Mut und Offenheit beeindruckt und macht ihn zu seinem Minister und engsten Berater. Vor allem aber sieht er ihn nun als vertrauten Freund, der das wahre Verhältnis zwischen Karlos und der Königin ausspionieren soll. Zum Schein geht Posa darauf ein.
Er sucht Elisabeth auf und verabredet mit ihr, Karlos zu überreden, gegen den König zu rebellieren und heimlich nach Brüssel zu gehen, um die Niederländer vom spanischen Joch zu befreien. Er überbringt Karlos einen entsprechenden Brief der Königin und erbittet dessen Brieftasche. Die Königin hat unterdessen den Diebstahl ihrer Briefe (durch die Eboli) entdeckt und bezichtigt den König, woraufhin es zum Streit kommt. Der Marquis händigt dem König die Brieftasche Karlos’ aus. Als Philipp darin Ebolis Brief an seinen Sohn entdeckt, versieht er den Marquis mit uneingeschränkter Handlungsvollmacht und erlässt einen Haftbefehl gegen den Infanten. Graf Lerma meldet dies an Karlos, der daraufhin bestürzt zur Prinzessin Eboli läuft, in der er irrtümlich seine letzte Vertraute sieht. Dort verhaftet ihn Posa. Die Prinzessin gesteht der Königin nun den Diebstahl der Briefe. Posa erkennt, dass sein ursprünglicher Plan gescheitert ist, fasst insgeheim einen neuen und fordert die Königin auf, den Königssohn an seinen alten Schwur zu erinnern, einen freien Staat zu schaffen.
Der Marquis besucht Karlos im Gefängnis und klärt diesen über die falschen, ihn (Posa) kompromittierenden Briefe auf, die er dem König zugespielt hat. Herzog Alba kommt und erklärt Karlos für frei, der aber schickt Alba fort, weil er nur vom König persönlich rehabilitiert werden und seine Freiheit wieder empfangen will. Posa berichtet Karlos vom Verrat der Eboli und enthüllt ihm seinen neuen Plan, sich für den Freund zu opfern. Kurze Zeit später fällt ein Schuss und der Marquis sinkt tödlich getroffen zu Boden. Der König, resigniert und bitter enttäuscht vom Verrat Posas, erscheint, um seinen Sohn freizugeben. Der aber wirft ihm Mord vor und klärt ihn über sein Freundschaftsverhältnis zum Marquis auf. Ein Offizier der Leibwache berichtet von einem Aufstand der Bürger in der Stadt, die Karlos frei sehen wollen. Lerma überredet den Thronfolger zur Flucht nach Brüssel. Der Großinquisitor aber führt dem König seine menschliche Schwäche als Fehler vor Augen und verlangt Karlos als Opfer. Dieser hat sich inzwischen, verkleidet als Geist seines Großvaters, in das Zimmer der Königin geschlichen. Dort liefert ihn Philipp dem Großinquisitor aus.

Darstellung der Personen in der Schiller-Galerie (1859)
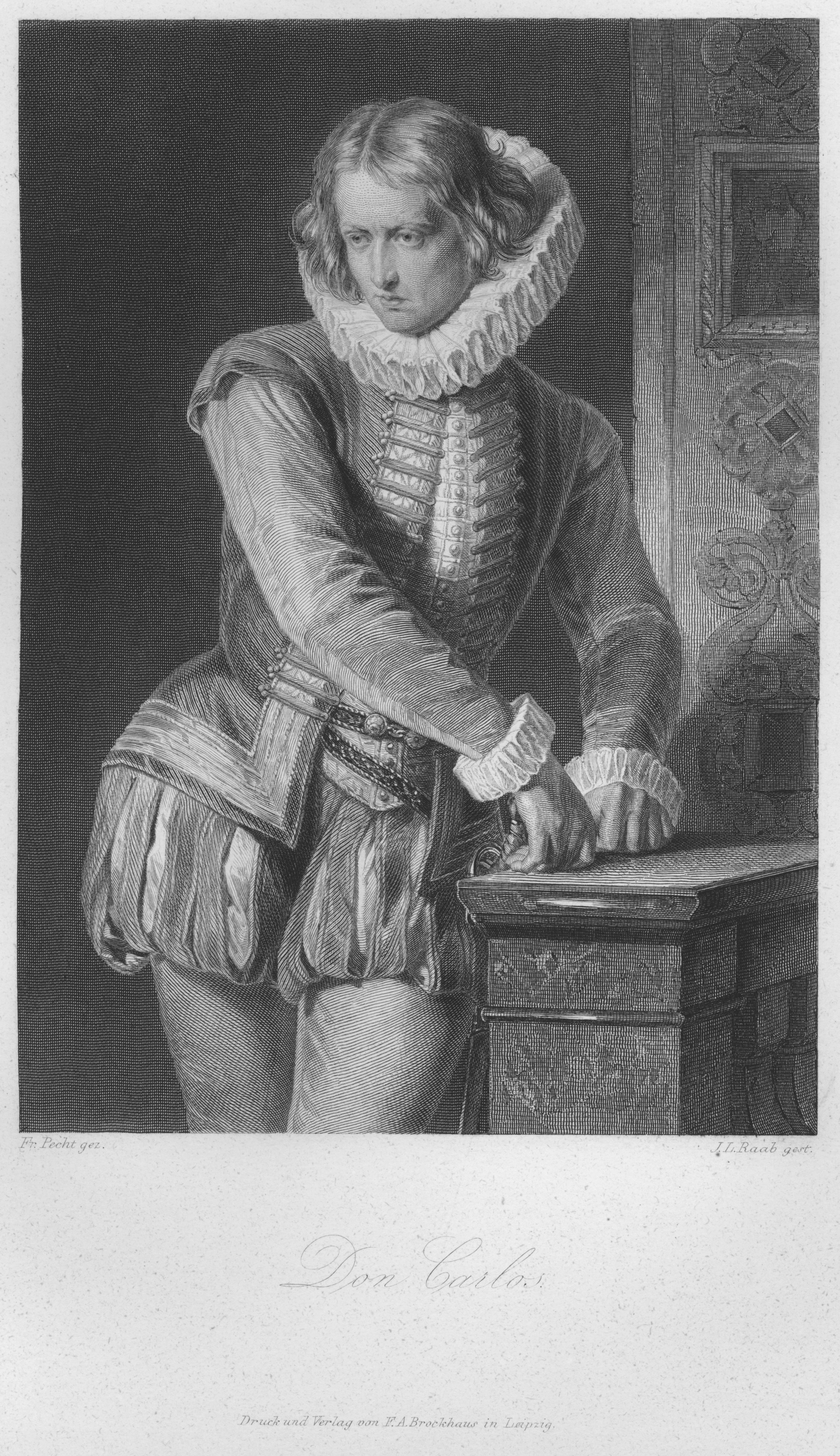
Don Carlos, Stahlstich nach Vorlage von Friedrich Pecht
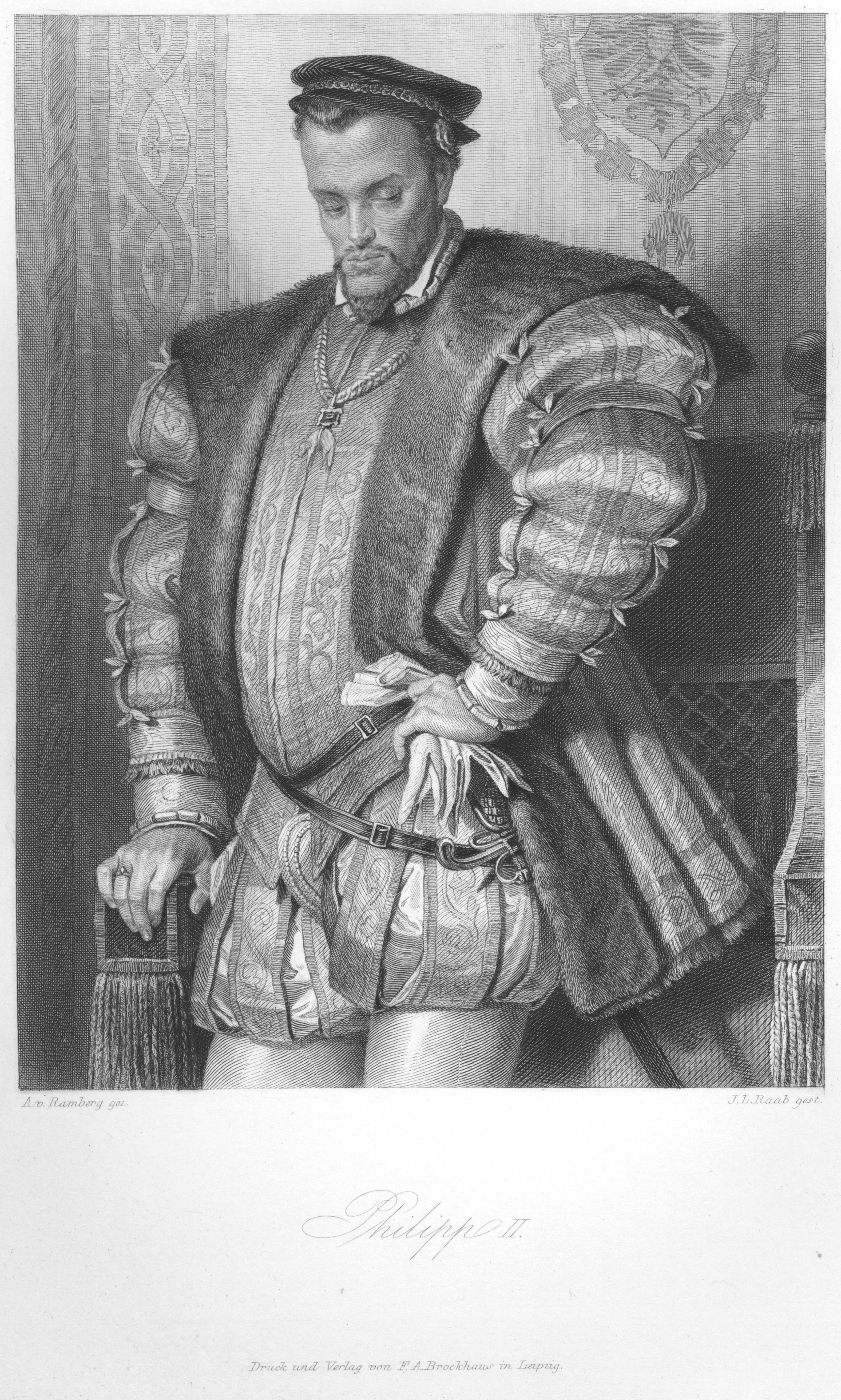
Philipp II., Stahlstich von Raab nach Vorlage von Arthur von Ramberg
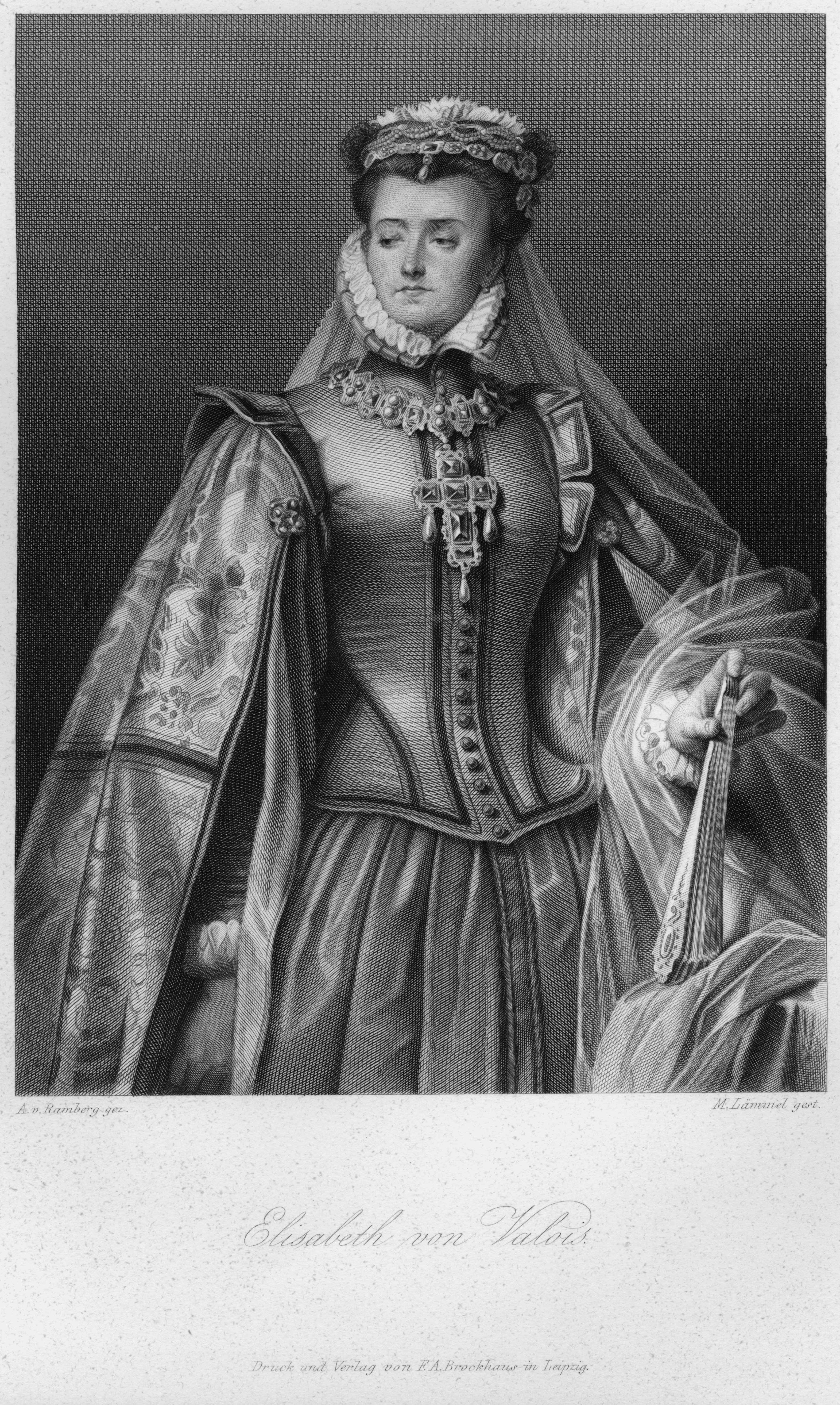
Elisabeth von Valois, Stahlstich von Lämmel nach Vorlage von Ramberg
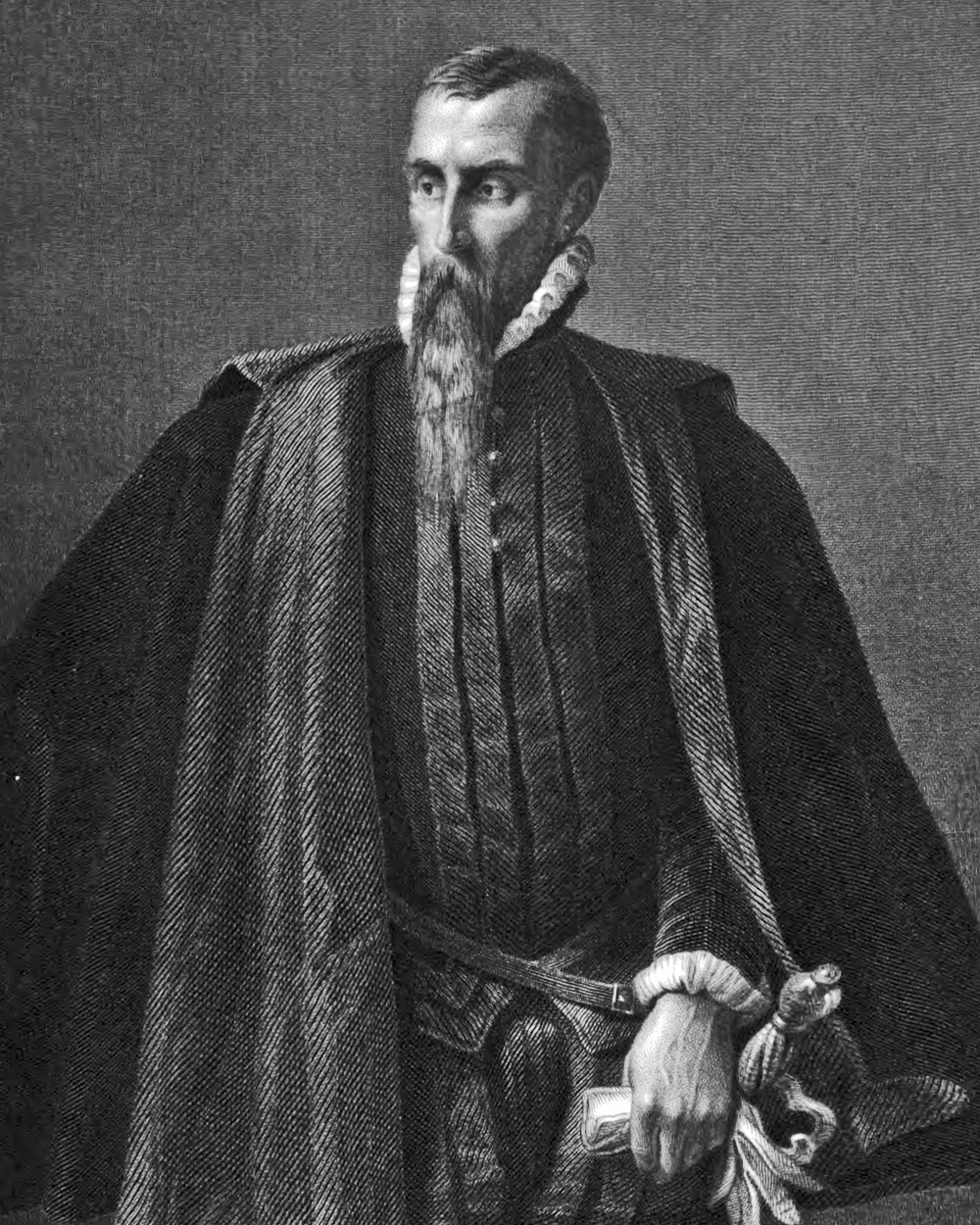
Herzog Alba, Stahlstich nach Vorlage von Ramberg

## Zum Verständnis

### Historischer Bezug
In der Zeit von 1479 bis 1492 entstand ein einheitlicher spanischer Staat unter der Regierung und Verwaltung der Katholischen Könige Isabella I. (Kastilien) und Ferdinand II. (Aragón) (als Ferdinand V. König der vereinigten spanischen Monarchie). Nach Ferdinands Tod 1516 bestieg sein Enkel Karl I., der zugleich als Herzog von Burgund über die burgundischen Niederlande herrschte, den Thron. Nachdem Karl 1519 zum römisch-deutschen König gewählt worden war, nahm er 1520 bei seiner Krönung den Titel „erwählter Kaiser“ an und herrschte als Karl V. über das Heilige Römische Reich Deutscher Nation. Unter ihm stieg Spanien zur Weltmacht auf. Es umfasste den größten Teil der Pyrenäenhalbinsel (außer Portugal), Sizilien, Sardinien und das Königreich Neapel sowie die Länder des sogenannten Burgundischen Erbes. Nach dem Krieg Spaniens gegen den französischen König Franz I. kamen Mailand und eine Anzahl oberitalienischer Gebiete dazu.
Mit der Erbteilung nach dem Rücktritt Karls V. als Kaiser und spanischer König regierte ab 1556 sein Sohn Philipp II. über Spanien, Teile von Italien, die überseeischen Gebiete und die Spanischen Niederlande. Die niederländischen Adeligen protestierten gegen die Einführung der Inquisition und die Vermehrung der Bistümer, weil dies ihrer eigenen Macht Grenzen setzte. Der Bildersturm von 1566 verursachte die Entsendung einer Strafexpedition unter Herzog von Alba (1567–1573). Erst 1648 wurden die kriegerischen Auseinandersetzungen durch die Anerkennung des nördlichen Teils der Spanischen Niederlande als unabhängige Republik der Generalstaaten beendet.
Die Gefangennahme und der Tod Don Carlos’ inspirierten Schiller. Daran, dass Schiller in seinem Drama die Entsendung Albas nach Flandern und die Begrüßung des Herzogs von Medina Sidonia nach dem Untergang der Armada zeitlich parallel darstellt (tatsächlich lagen zwischen beiden Ereignissen 20 Jahre), erkennt man (wie auch an anderen Änderungen, die mancher als Geschichtsklitterung bewerten mag), dass es nicht Schillers Absicht war, ein realistisches Drama zu schreiben.

### Entstehungsgeschichte
Einen ersten Hinweis auf den Stoff erhielt Schiller durch Wolfgang Heribert von Dalberg, der ihn auf die Bearbeitung des Abbé Saint-Réal (Dom Carlos, nouvelle histoire) hinwies. Am 15. Juli 1782 schrieb ihm Schiller: „Die Geschichte des Spaniers Don Carlos verdient allerdings den Pinsel eines Dramatikers und ist vielleicht eines von den nächsten Sujets, die ich bearbeiten werde.“ Am 9. Dezember 1782 bat er seinen Freund, den Bibliothekar Wilhelm Friedrich Hermann, um eine Reihe von Büchern, darunter die Œuvres de Monsieur l’Abbé Saint-Réal. Schiller schrieb am 27. März 1783 an Reinwald, dass er nun fest entschlossen sei, den Don Karlos in Angriff zu nehmen: „Ich finde, […] mehr Einheit und Interesse zu Grunde hat, als ich bisher geglaubt, und mir Gelegenheit zu starken Zeichnungen und erschütternden oder rührenden Situationen gibt. Der Charakter eines feurigen, großen und empfindenden Jünglings, der zugleich der Erbe einiger Kronen ist, – einer Königin, die durch den Zwang ihrer Empfindung bei allen Vorteilen ihres Schicksals verunglückt, – eines eifersüchtigen Vaters und Gemahls, – eines grausamen heuchlerischen Inquisitors und barbarischen Herzogs von Alba usf. sollten mir, dächte ich, nicht wohl misslingen[…] dazu kommt, dass man einen Mangel an solchen deutschen Stücken hat, die große Staatspersonen behandeln – und das Mannheimer Theater dieses Sujet von mir behandelt wünscht.“ Um den Stoff umzusetzen, benötigte Schiller zusätzliches Material und bat in dem Brief um mehr Werke, wie Brantomes Geschichte Philipp ІІ. Außerdem studierte Schiller die History of Phillip ІІ. des Engländers Watson und die Historia de España des Spaniers Ferreras.
Die erste Arbeitsphase ging von Ende März bis Mitte April 1783. Dort entstand der so genannte „Bauerbacher Entwurf“, ein in fünf Akten scharf gegliederter Handlungsabriss. Intensiv dachte Schiller in dieser Zeit über die Gestalt des Titelhelden nach, worauf er Reinwald am 14. April 1783 schrieb: „Wir schaffen uns einen Charakter, wenn wir unsere Empfindungen, und unsere historische Kenntnis von fremden, in andere Mischung bringen […]. Denn ich kann einen großen Charakter durchaus fühlen, ohne ihn schaffen zu können. Das aber wäre bewiesen wahr, dass ein großer Dichter wenigstens die Kraft zur höchsten Freundschaft besitzen muss, wenn er sie auch nicht immer geäußert hat. Der Dichter muss weniger der Maler seiner Helden – er muss mehr dessen Mädchen dessen Busenfreund sein […] Carlos hat, wenn ich mich des Maßes bedienen darf, von Shakespeares Hamlet die Seele – Blut und Nerven von Leisewitz Julius und den Puls von mir […].“ In diesem Brief äußert Schiller zum ersten Mal die Absicht, eine polemische Tendenz in sein Stück zu integrieren.
Ende Juli 1783 zog Schiller nach Mannheim und wurde am 1. September als Theaterdichter angestellt. Erst ein Jahr später nahm er die Arbeit zu Don Karlos wieder auf. Am 24. August 1784 bekennt er Dalberg in einem Brief: „Carlos ist ein herrliches Sujet, vorzüglich für mich. Vier große Charaktere, beinahe von gleichem Umfang, Carlos, Philipp, die Königin und Alba öffnen mir ein unendliches Feld. Ich kann mir es jetzt nicht vergeben, dass ich so eigensinnig, vielleicht auch so eitel war, um in einer entgegengesetzten Seite zu glänzen, meine Phantasie in die Schranken des bürgerlichen Kothurns einzäunen zu wollen […] froh bin ich, dass ich nun mehr so ziemlich Meister über den Jamben bin. Es kann nicht fehlen, dass der Vers meinem Carlos sehr viel Würde und Glanz geben wird.“

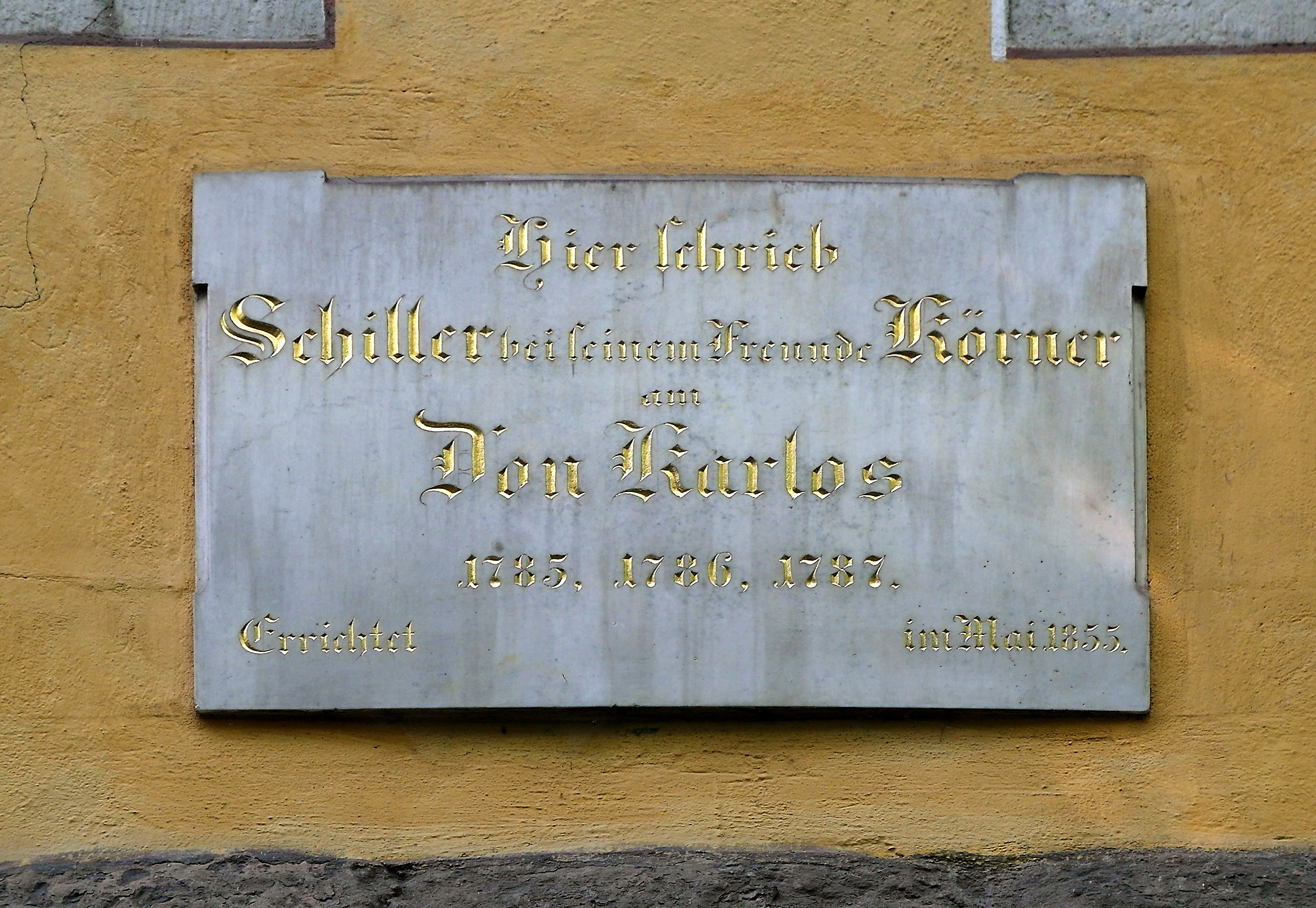
Gedenktafel am Dresdner Schillerhäuschen

Nach Streichers Angaben war Schiller im Juli 1784 schon bis in den ІІ. Akt vorgerückt. Am 26. Dezember 1784 trug Schiller den І. Herzog Karl August vor. Schiller gründete dann eine Zeitschrift, deren erstes Heft im März 1785 mit dem Titel „Rheinische Thalia“ erschien. Sie bestand nur aus Beiträgen des Dichters, darunter die neun Auftritte, aus denen der І. Akt bestand. Bis zum 11. September 1785 lebte Schiller in Gohlis bei Leipzig und kam dort mit dem ІІ. Akt voran. Allerdings erreichte er in Dresden beziehungsweise Loschwitz seine intensivsten Fortschritte, wo er im Sommerwohnsitz Christian Gottfried Körners, eventuell auch im Schillerhäuschen, daran schrieb. Das zweite, unter dem Titel „Thalia“ erschienene Heft enthielt die ersten drei Auftritte des ІІ. Aktes. Das dritte Heft (April 1786) endete mit dem sechzehnten, derzeit letzten Auftritt des ІІ. Aktes.

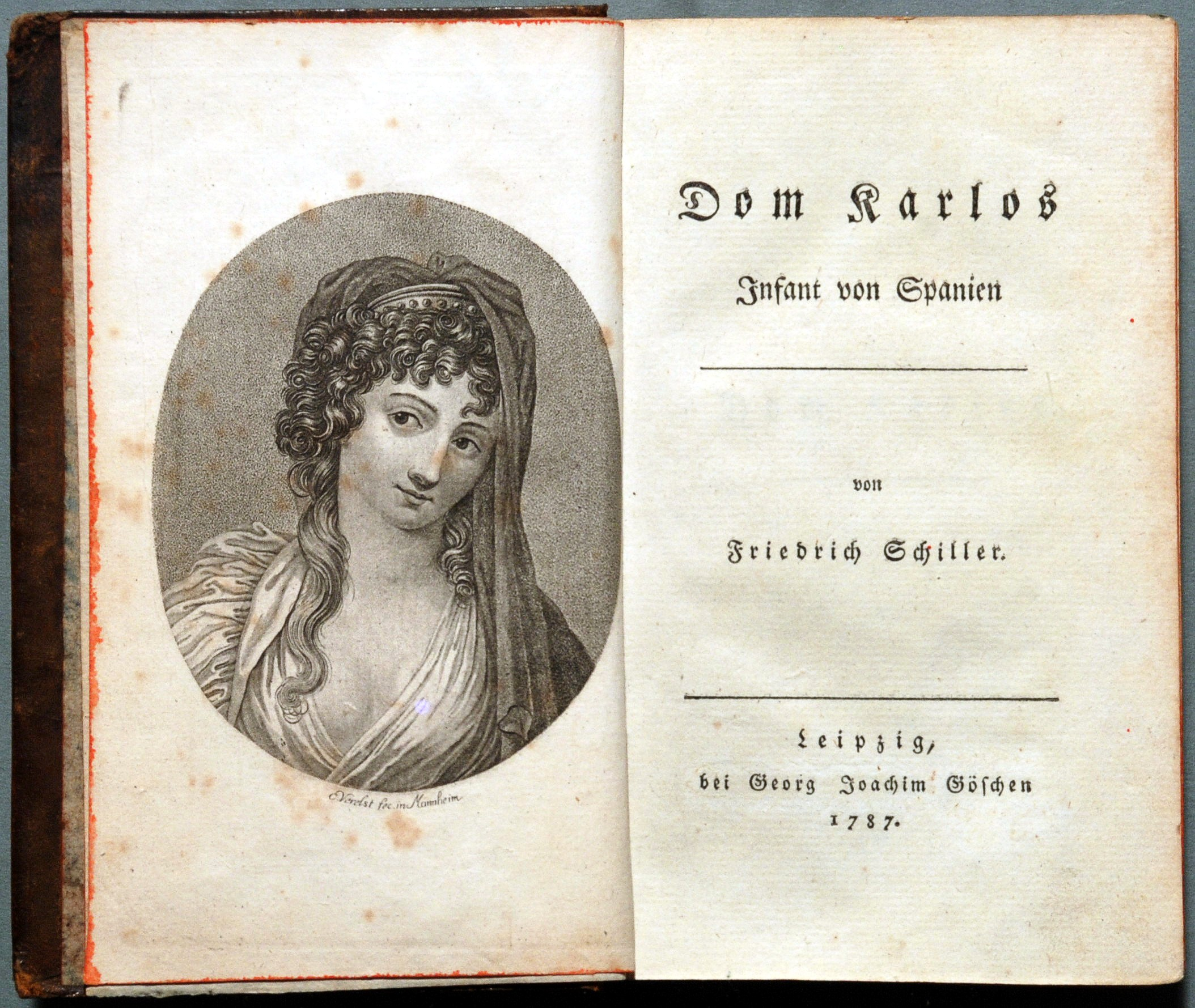
Titelblatt und Frontispiz (anonymes Porträt) des Erstdrucks, 1787

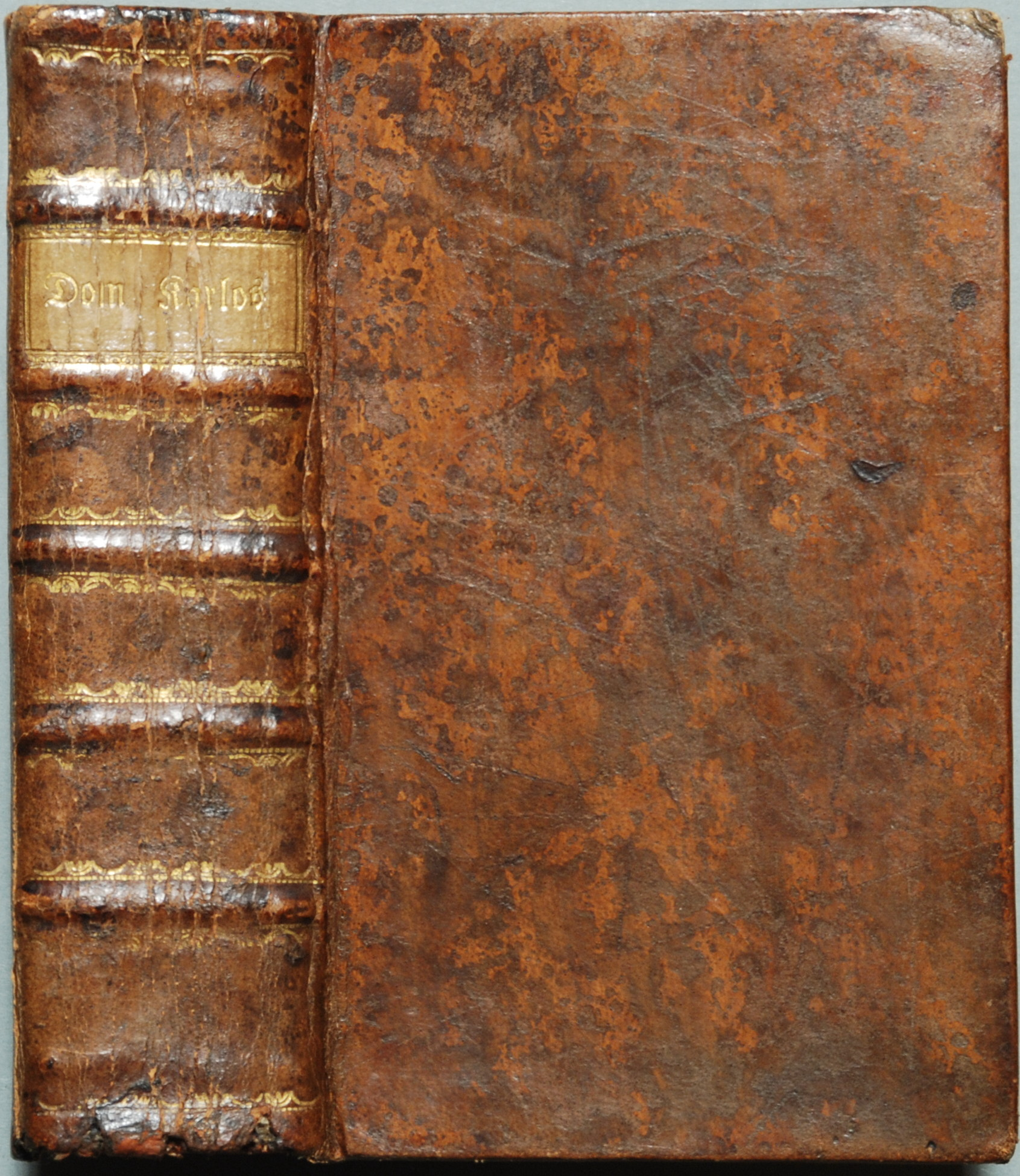
Zeitgenössischer Einband des oben abgebildeten Exemplars

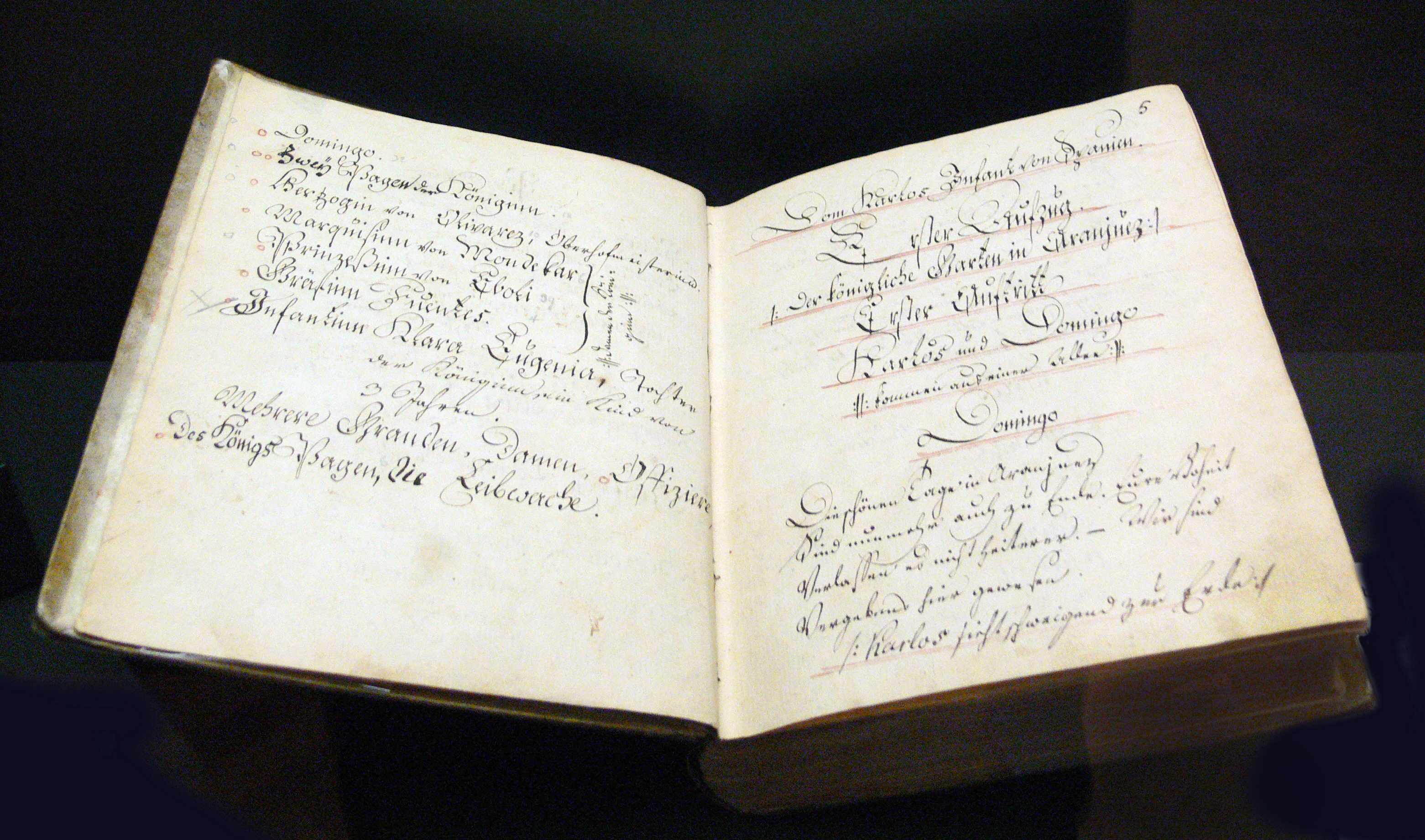
Das Soufflierbuch aus dem Jahr 1787 für die Mannheimer Aufführung, Reiss-Engelhorn-Museen, Mannheim

Im Frühjahr 1787 vollendete Schiller sein Drama in Tharandt. Gleichzeitig schuf er Bühnenarbeiten und stellte das Druckmanuskript für die Buchausgabe fertig. Den І Akt kürzte er um fast tausend Verse, indem er auch Ausdrücke minderte und glättete. Am 12. Oktober 1786 schrieb Schiller an den Hamburger Theaterdirektor Schröder, dass sein Don Karlos zum Ende des Jahres fertig werde und dass dieses Stück zu einer theatrischen Aufführung fähig war. Schröder wünschte sich eine Zusammenfassung in Jamben und erhielt eine Theaterbearbeitung im Umfang von 3.942 Versen. Eine Bühnenfassung in Prosa, die genannte „Rigaer Prosafassung“ entstand im April 1787.
Ende Juni 1787 lag die erste Buchausgabe unter dem Titel „Don Karlos, Infant von Spanien, von Friedrich Schiller, Leipzig, bei Göschen, 1787“ vor. Eine verbesserte zweite Auflage erschien noch im selben Jahr. Weitere Auflagen, darunter eine Prachtausgabe in Großoktav, erschienen bis 1804 bei Göschen. Die letzte von Schiller bearbeitete Ausgabe erschien 1805 im ersten Band der Cottaschen Sammlung „Theater von Schiller“ unter dem Titel „Don Karlos, Infant von Spanien, Ein dramatisches Gedicht.“ Schiller strich dort 78 Verse, nahm eine Reihe von Detailveränderungen vor und ließ jeden Vers mit einem Großbuchstaben beginnen. Inhaltlich unterscheidet sich die Buchausgabe von früheren Fassungen u. a. dadurch, dass die Figur des Marquis von Posa stärker in den Vordergrund gestellt wird und nicht lediglich als Vermittler zwischen Infant und König auftritt.

### Marquis von Posa als Sprachrohr Schillers?
Obwohl grundsätzlich immer Vorsicht geboten ist, von irgendeiner literarischen Figur allzu schnell auf die Ansichten des Autors zu schließen, dürften im zentralen zehnten Auftritt des dritten Aufzugs, dem Vier-Augen-Gespräch zwischen dem Marquis von Posa und König Philipp, doch recht deutlich Schillers eigene Überzeugungen dieser Jahre zu einigen zentralen politischen Fragen in Worte gefasst sein:
Der König schöpft sofort Verdacht, der Marquis sei ein „Protestant“, was dieser aber zurückweist. Er sei ein „Bürger derer, welche kommen werden“, also eigentlich eine Gestalt des späten 18. Jahrhunderts, mithin Schillers Gegenwart. Mit der Demokratie oder einer bürgerlichen Revolution habe er nichts im Sinn; denn: „Die lächerliche Wut | Der Neuerung, die nur der Ketten Last, | Die sie nicht ganz zerbrechen kann, vergrößert, | Wird mein Blut nie erhitzen“. Er träumt von einer Zeit, in der „Bürgerglück […] dann versöhnt mit Fürstengröße wandeln“ werde. „Von Millionen Königen ein König“ solle Philipp werden. Dazu müsse er nur seinen Untertanen „Gedankenfreiheit“ geben.
Der Marquis ist jedoch in verschiedenen Szenen auch so dargestellt, dass nicht immer eindeutig ist, ob sein Verhalten ganz fehlerfrei ist. Das betrifft vor allem seine kleinen Intrigen und Verstellungskünste z. B. gegenüber Philipp und sogar gegenüber dem Freund Karlos, die er, genau wie die sonstige höfische Gesellschaft, als Mittel zum Zweck einsetzt, seine Ziele zu erreichen – auch wenn diese noch so altruistisch sind. Zwar verkörpert er die politischen Ideale des Autors sicher am besten, aber Schillers Herz schlägt, was die emotionale Seite angeht, mindestens ebenso sehr für den viel naiveren Don Karlos. Schließlich gehören Verstand und Gefühl nach Schillers ästhetischem Ideal unbedingt zusammen.

### Don Karlos und sein Vater, beide als tragische Helden?
König Philipp wird bei Schiller nicht nur als der kaltherzige Alleinherrscher gezeigt, den Karlos in ihm sieht und der er auch ist; er wirkt zumindest in vergleichbarem Maße auch als Opfer der in ihren Konventionen erstarrten Hofgesellschaft, die Überkommenes um jeden Preis und allein um der Macht (auch der katholischen Kirche) willen zu erhalten sucht. An der dramatischen Wende (Peripetie) der Handlung, inmitten des dritten Aktes, ist Philipp allein und auf der Suche nach einem „Menschen“. Darin ist er manch tragischem Helden der Antike ähnlich, z. B. Kreon und Ödipus (Bruder und Vater der Antigone).
Damit befindet sich Philipp in der gleichen Situation wie, laut Schiller, der Theaterbesucher selbst, bis hinauf zum Fürsten. In seiner Schrift Die Schaubühne als eine moralische Anstalt betrachtet schreibt Schiller, die Zuschauer sollen im Theater mit der „Wahrheit“ konfrontiert werden, und zwar auf eine Weise, die ihr Herz erreicht. Insbesondere für Fürsten sei das Theater oft das einzige Medium, durch das sie von der „Wahrheit“ erreicht würden: „Hier nur hören die Großen der Welt, was sie nie oder selten hören – Wahrheit; was sie nie oder selten sehen, sehen sie hier – den Menschen.“ Der Marquis von Posa ist ein Instrument, durch das diese Intention Schillers umgesetzt wird.
Der König als Opfer des politischen Systems, das er repräsentiert (nämlich des nicht aufgeklärten, tyrannischen Absolutismus), soll sich letztlich zum „Aufgeklärten Absolutismus“ bekehren und ein „guter Fürst“ werden, indem er in seinem Land Gedankenfreiheit einführt; vgl. hierzu auch Immanuel Kants Forderung in seiner Schrift Was ist Aufklärung?: Sapere aude! „Habe den Mut, dich deines eigenen Verstandes (…) zu bedienen!“ Außer den persönlichen Mut fordert Schiller (indirekt über Posa) auch die politischen Rahmenbedingungen, um dies tun zu dürfen und zu können.

### Weitere Themen und Motive
Schillers Drama Don Karlos greift einige nicht zuletzt für Schiller selbst typische Konventionen und Motive auf:
- Im Konflikt zwischen der Figur des Titelhelden und seinem Vater König Philipp verarbeitet Schiller das Motiv des Generationenkonflikts, das er bereits in seinen Jugendwerken Die Räuber und Kabale und Liebe aufgenommen hat: Die Vertreter zweier unterschiedlicher Altersgruppen symbolisieren die Ablösung eines alten, überkommenen Gesellschaftssystems durch ein neues.
- Eine weitere Konfliktebene zeigt sich in Karlos’ Schwanken zwischen persönlicher Neigung (schwärmerische Liebe zu Elisabeth) und politischer Pflicht (Eingreifen in den niederländischen Befreiungskrieg), ein Thema, das immer wieder Gegenstand dramatischer Literatur ist (siehe z. B. Shakespeares Antonius und Cleopatra oder Grillparzers Die Jüdin von Toledo).
- Die Isolierung des absoluten Herrschers ist ein bekanntes Motiv, siehe hierzu z. B. Shakespeares Historiendrama Heinrich V..
- Es können Bezüge hergestellt werden zu Schillers Werk Über die ästhetische Erziehung des Menschen.

### Formale und sprachliche Aspekte
Für moderne Leser auffällig, aber typisch für das klassische Drama ist, dass das im Sinne der Schaubühne als moralische Anstalt auslösende „Moment“ im Figurenverzeichnis von Schiller nicht ausdrücklich erwähnt wird: das spanische Volk einerseits und die Bürger Flanderns andererseits, deren Freiheitsdrang die zentrale, vor allem politisch ambitionierte Freundschaft zwischen Karlos und Posa begründet und die weitere Handlung in Gang setzt.

#### Dramatische Bauform
Mit Don Karlos orientiert sich Schiller mehr als in seinen früheren Stücken, wie etwa den Räubern, an den dramaturgischen Forderungen der aristotelischen Poetik, wie sie im 18. Jahrhundert rezipiert worden ist. Die Einheit von Ort und Zeit ist allerdings weniger gegeben als die der Handlung und die Erfüllung der Ständeklausel:
- Don Karlos spielt an mindestens zwei verschiedenen Orten: Aranjuez und Madrid, dort jeweils auch in verschiedenen Räumen, Gebäuden etc. (Schloss, Gefängnis etc.).
- Die Zeitspanne der Handlung in Don Karlos beträgt ca. 5 Tage. Somit übersteigt Don Karlos die damals typische Zeitregelung. Im strengen traditionellen Sinn sollte die Handlung eines Dramas in 24 Stunden abgeschlossen sein (was z. B. in Kabale und Liebe noch erfüllt ist). Dennoch kann man hier insofern von einer einheitlichen Zeit ausgehen, als es keine großen Zeitsprünge von mehreren Wochen, Monaten oder sogar Jahren gibt.
- Die Einheit der Handlung ist in Don Karlos aber klar gegeben. Zwar könnten Szenen wie die Eboli-Handlung auch für sich selbst existieren, grenzen sich aber auch nicht vom linearen Handlungsverlauf ab, sondern schließen sich zusammen. Die Handlung drängt zielstrebig in einer durchgehenden Spannungskurve auf das Ende hin.
- Die heldenhaften Charaktere einer aristotelischen Tragödie, wie tragisch und damit fehlerhaft auch immer sie sein mögen, repräsentieren immer Personen hohen Standes (wogegen bei Komödien auch mittlere und niedrige Stände wichtige Rollen haben können). Ähnlich kommen auch alle Personen, die in Don Karlos bedeutsam sind, entweder aus dem Königshaus oder sind Adlige. Recht üble Charaktere wie Domingo oder Alba sind allerdings ebenfalls gesellschaftlich hochgestellt. Das widerspricht aber nicht der Dramentheorie Aristoteles’ und war auch zu Schillers Zeit nicht ungewöhnlich (vergleiche zum Beispiel den charakterlich ‚negativ‘ gezeichneten Caesar in Gottscheds Sterbender Cato).

Das gesamte Werk ist in einer fünfhebigen reimlosen Jambenform (dem so genannten Blankvers) geschrieben. Dieser sprachlich gebundene Stil ist typisch für in der Typologie von Volker Klotz so genannte „geschlossene“ Dramen, während „offene“ Textformen häufig in Prosa verfasst sind.
Auch in der Tektonik des Stückes folgt Schiller dem Modell einer klassischen, geschlossenen Dramaturgie, wie sie später der Literatur- u. Theaterwissenschaftler Freytag rekonstruiert hat:
- 1. Akt (Exposition): Verhängnisvolle Liebe des Prinzen. Neuerliches Bekenntnis des Prinzen zum Freiheitsideal und zum politischen Engagement.
- 2. Akt (erregendes Moment): Karlos’ Rückfall und die dadurch angelegten Schwierigkeiten (die Feindschaft der Eboli und des Herzogs Alba). Am Aktschluss wird Karlos durch Posas Eingreifen zur Besinnung gebracht.
- 3. Akt (Höhepunkt): Die scheinbare Möglichkeit einer Verständigung zwischen dem absolutistischen Monarchen und dem Vorkämpfer der Freiheit.
- 4. Akt (retardierendes Moment): Umschwung der Handlung durch die im 2. Akt angelegte Intrige und die dadurch notwendig werdende Aktion Posas bis hin zum Scheitern Posas und zum Triumph der Hofpartei am Aktschluss.
- 5. Akt (Katastrophe): Karlos’ Scheitern in der Realität im Augenblick der inneren Vollendung.

Die Beachtung strenger formaler Aspekte einerseits und die inhaltliche Thematisierung des Strebens nach Freiheit andererseits stellen das Drama an die Grenze zwischen Sturm und Drang und Weimarer Klassik.

## Rezeptionsgeschichte

### Zeitgenössische Beurteilung
Die Figur des Marquis von Posa, die umfangreichen Verquickungen verschiedener Handlungsstränge sowie eine mangelnde Einheit des Stückes trafen nach der Erstveröffentlichung auf heftige Kritik. Schiller selbst verteidigte sein Werk in den Zwölf Briefen über Don Karlos, die 1788 im Teutschen Merkur erschienen.

### Interpretation als historisches Schlüsselstück
Verdi (evtl. bereits Schiller) platziert die Oper in Teilen an den Ort Fontainebleau, der über mehrere französische Epochen hinweg den Königen und Kaisern als Landsitz diente. Möglicherweise handelt es sich hier um eine Anspielung auf Philipp VI. (aus dem Haus Valois) und Johanna von Burgund sowie Sohn Johann II. (Frankreich) mit Ehefrau Jutta von Luxemburg, deren beide Frauen um das Jahr 1348 an der Pest verstarben. In der Folge nahm sich der Vater die Verlobte des Sohnes zur Gemahlin. Zugleich tobte Krieg gegen England, der aber beigelegt werden konnte. Weiterhin starb der Vater nur wenige Zeit darauf mit 57 Jahren. Als Todesursache wird Altersschwäche angegeben.
Aufgrund von Schillers freizügigem Umgang mit geschichtlichen Fakten wird eine historisch-vergleichende Analyse gemeinhin aber als nicht zielführend angesehen.

### Vertonungen
Als berühmteste Vertonung gilt Giuseppe Verdis Don Carlos aus dem Jahr 1867.
Der russlanddeutsche Komponist Alfred Schnittke bekam 1975 in der Sowjetunion den Auftrag, die Bühnenmusik zu Don Karlos zu schreiben. Die Inszenierung am Moskauer Mossowjet-Theater sollte in einer sakralen Kulisse stattfinden. Offiziell, um die düstere Stimmung der spanischen Inquisition einzufangen, aber auch, um seine verstorbene Mutter zu ehren, komponierte er ein modernes Requiem mit einem Glaubensbekenntnis, was im sowjetischen Komponistenverband eine Provokation darstellte. Die Uraufführung fand 1977 in Budapest statt. Reiner Bredemeyer komponierte 1966 eine Hörspielmusik (Regie: Martin Flörchinger).

## Textausgaben
- Friedrich Schiller: Dom Karlos, Infant von Spanien. Göschen, Leipzig 1787. (Digitalisat und Volltext im Deutschen Textarchiv)
- Friedrich Schiller: Don Karlos, Infant von Spanien. Göschen, Leipzig 1802. Digitalisat bei Google
- Lieselotte Blumenthal, Benno von der Wiese (Hrsg.): Schillers Werke. Nationalausgabe. Band 7, Teil I: Paul Böckmann, Gerhard Kluge, Gerhard (Hrsg.): Don Karlos. Infant von Spanien. Letzte Ausgabe 1805. Weimar 1974.
- Joseph Kiermeier-Debre (Hrsg.): Friedrich Schiller - Dom Karlos. Originaltext mit Anhang zu Verfasser, Werk und Textgestalt, incl. Zeittafel und Glossar, erschienen in der Bibliothek der Erstausgaben. 2. Auflage. Deutscher Taschenbuch Verlag, München 2004, ISBN 978-3-423-02636-9.
- Schiller, Friedrich: Don Karlos. Text, Kommentar und Materialien, bearb. von Michael Hofmann und Marina Mertens. Oldenbourg, München 2012, ISBN 978-3-637-01535-7.

## Sekundärliteratur
- Erika Fischer-Lichte: Probleme einer Aufführungsgeschichte. Am Beispiel Don Carlos. In: dies.: Kurze Geschichte des deutschen Theaters. Francke Verlag, Tübingen/Basel cop. (1993), S. 373, 4.3.1.
- Ulrich Kittstein: Politisches Familiengemälde: Dom Karlos. In: ders.: Das Wagnis der Freiheit. Schillers Dramen in ihrer Epoche. Wissenschaftliche Buchgesellschaft, Darmstadt 2023, S. 171–209.
- Jan C. L. König: „Geben Sie Gedankenfreiheit“: Die Rede Marquis Posas in Friedrich Schillers „Don Carlos“. In: Jan C. L. König: Über die Wirkungsmacht der Rede. Strategien politischer Eloquenz in Literatur und Alltag. Vandenhoeck & Ruprecht unipress, Göttingen 2011, ISBN 3-89971-862-3, S. 268–295.
- Matthias Luserke-Jaqui: Friedrich Schiller. Francke, Tübingen/Basel 2005, ISBN 3-7720-3368-7, S. 135–169.
- Hartmut Reinhardt: Don Karlos. In: Schiller-Handbuch. Hg. von Helmut Koopmann. 2., durchgesehene und aktualisierte Auflage. Kröner, Stuttgart 2011 [1. Aufl. 1998], ISBN 978-3-534-24548-2, S. 399–415.
- Claudia Stockinger: Der Leser als Freund. Schillers Medienexperiment „Dom Carlos“. In: Zeitschrift für Germanistik. 16/3 (2006), S. 482–503.